# Junior (časopis)
Junior 21. století je český časopis, určený dětem od 8 do 14 let. Slogan časopisu zní: Časopis pro děti, které chtějí vědět víc. Vychází od roku 2006, nejprve jako měsíčník, od roku 2017 jednou za 2 měsíce. Vydavatelem časopisu je společnost RF HOBBY, s. r. o..

## Junior 21. století speciál
Junior 21. století speciál je speciální vydání časopisu Junior. Obsahuje především rébusy, kvízy a hlavolamy, po jejichž vyluštění se čtenář může zúčastnit SMS soutěže o ceny. První Junior speciál vyšel roku 2008, od roku 2009 vychází pravidelně dvakrát ročně.

## Obsah časopisu
- Na prvních stránkách se nachází KLUBOVNA JUNIORA, kde čtenáři mohou posílat příspěvky. Zároveň zde čtenář nalezne i doporučení "Juniorů", co si mají přečíst a kdysi hodnocení minulého čísla.
- Na rozjezd je část časopisu, který se zaměřuje na různá témata.
- JUNIOR AKTUÁLNĚ se zaměřuje na zprávy z astronomie, historie, techniky, zajímavostí, vynálezů atd, ale také komu se tento měsíc vedlo a nevedlo.
- Borci z tvojí palety je článek, který se zaměřuje na obrázky čtenářů a k tomu přidávají článek o charakteristice osobnosti.
- V článku Koumák se děti ptají na otázky a redakce jim odpovídá. Za nejlepší otázku čísla redakce odmění dárkem.
- Komiksy v Junioru nalezneme celkem tři: Domi a Naty, Tajemství Faraonů a Případy inspektora Bubliny (tento komiks je zároveň soutěžní, čtenáři luští záhady a vyhrávají ceny-nachází se v sekci Zavař si škebli).
- Zábava Juniora se zaměřuje na novinky DVD, her, návštěv a knih.
- Abeceda obsahuje seznam redakcí vybraného tématu od A-Z.
- Komp Juniora nabízí novinky z informačních technologií a upoutávku na Webovou Wychytáwku.
- Tohle musíš mít obsahuje novinky pro style "Juniorů".
- Versus se zaměřuje na téma, které jsou podobné, ale není tomu tak.
- Kdo se směje naposled... je zábavná stránka vtipů, optických klamů, hádanek atd.
- Den s Juniorem - redakce vyhlásí soutěžní otázku, a kdo správně odpoví a bude vylosován, zúčastní se dané akce, které redakce vyhlásí. Na konec časopisu se nachází článek z minulé akce.
- Zavař si škebli!, kde se nachází křížovky a Případy inspektora Bubliny.
- A upoutávka na nové číslo s řešením sekce Zavař si škebli!.

V časopise se nacházejí další zajímavá témata, která jsou obměňována, např. "seriály" nebo Pecka čísla.

## Počet čtenářů a náklad
Během let 2010 až 2014 byl na obálce uváděn počet čtenářů (více než 100 000). V roce 2019 měl časopis 86 400 čtenářů při nákladu 27 000ks..